# Marco Romero
Marco Antonio Romero Puente (Rímac, 12 de octubre de 1973) es un cantautor peruano. Es conocido por añadir nuevos estilos a la música criolla, algunas de sus canciones se destacaron como himnos mundialistas de la selección peruana de fútbol.

## Biografía
En sus primeros años se dedicó a la carrera universitaria de derecho, pero abandonó para dedicarse a la comunicación social. A los 19 participó en la música en la peña criolla del músico Willy Terry, en que participó en eventos musicales de la televisión con la agrupación 5.ª Generación. Mientras trabaja como oficinista del Banco Latino, a los 21 se inició en la composición de letras con ayuda de Cecilia Barraza. Posteriormente colaboró con otros artistas musicales como Lucía de la Cruz y Bartola.
Además, condujo programas de televisión sobre música criolla Mediodía criollo y Fin de semana en el Perú.
En 2002 lanzó el sencillo «Ahora báilalo», de fusión entre festejo y merengue, para su primer disco homónimo liberado originalmente en 2001. En 2007 se lanzó su reedición Afrocriollo que contó la colaboración de Eva Ayllón.
En 2008 su canción «Un poquito de tu amor» participó en el Festival Claro de ese año.
En 2009 lanza su disco como solista Cajumba: jolgorio negro cuyo adaptación musical se inspira en el estilo de Mario Cavagnaro. En ese año junto a Guajaja y Pepe Vásquez interpretaron villancicos para el álbum Navidad criolla, que fue disco platino.
Desde 2011 es locutor de Radio Nacional.
En 2014 lanza su disco Esquina Perú, que incluye versiones de canciones populares peruanas de otros géneros. Incluyó entre sus sencillos «Que buena que está», cuyo videoclip estuvo protagonizado por Silvia Cornejo.
En 2015 lanza su disco de estilo festivo Porque yo creo en ti. Su canción homónima «Porque yo creo en ti» se creó y lanzó dos años antes, este sencillo representó a la selección peruana de fútbol cuando estaba en las eliminatorias del mundial de 2018, que se convirtió en sensación de Internet. En su relanzamiento, varios artistas de géneros salsa, cumbia y urbanos participaron en una versión combinada cuando la selección clasificó. También fue usado extraoficialmente en campañas políticas locales.
En 2017 se une a la coconducción del programa de TVPerú Una y mil voces, conducido por Bartola. A la vez contó con la colaboración de Fajri Roullon para la producción del videoclip de «Vivir felices» que fue filmado en 12 ciudades del país peruano, que alcanzó las 200 millones de vistas en Youtube al año siguiente.
En 2018 participó con la hinchada La Franja para el sencillo también mundialista «Llegamos los peruanos».
En 2020 lanza otro sencillo mundialista con la colaboración de Gonzalo Calmet, «Vamos Perú», que fue mostrado en la conferencia de prensa del director técnico Ricardo Gareca para representar en Catar 2022.
Para su siguiente álbum, en 2021 lanzó su sencillo «Mi lugar bendito», de fusión urbana con la colaboración de Renata Flores. En 2022 lanzó «Me enamoré» con César Vega.
En 2024, fue galardonado como mejor productor criollo en los premios de la Cámara Peruana de la Música, elaborado por Apdayc y Unimpro.

## Discografía

### Álbumes de estudio
| Año  | Detalles del álbum                                                                          | Certificaciones (en ventas) |
| ---- | ------------------------------------------------------------------------------------------- | --------------------------- |
| 2001 | Ahora báilalo - Fecha de salida: 2001 - Sello discográfico: Independiente                   | —                           |
| 2009 | Cajumba: jolgorio negro - Fecha de salida: julio de 2009 - Sello discográfico: Play Music   | —                           |
| 2014 | Esquina Perú - Fecha de salida: junio de 2014 - Sello discográfico: Independiente           | —                           |
| 2015 | Porque yo creo en ti - Fecha de salida: octubre de 2015 - Sello discográfico: Independiente | —                           |

### Sencillos
| Año  | Título                                     | Álbum                | Mejor posición en listas | Mejor posición en listas |
| Año  | Título                                     | Álbum                | PER Top Mensual 100      | PER Top Charts 100       |
| ---- | ------------------------------------------ | -------------------- | ------------------------ | ------------------------ |
| 2002 | «Ahora báilalo»                            | Ahora báilalo        | —                        | —                        |
| 2009 | «Me voy pa’ Chincha»                       | Cajumba              | —                        | —                        |
| 2013 | «Porque yo creo en ti»                     | Porque yo creo en ti | 39                       | 3                        |
| 2014 | «Que buena que está»                       | Esquina Perú         | —                        | —                        |
| 2017 | «Vivir felices»                            | Sin álbum            | —                        | —                        |
| 2018 | «Llegamos a los peruanos»                  | Sin álbum            | —                        | —                        |
| 2018 | «Porque yo creo en ti (Cumbia salsa afro)» | Sin álbum            | —                        | 1                        |
| 2019 | «Clocho con queso»                         | Sin álbum            | —                        | —                        |
| 2020 | «Vamos Perú»                               | Sin álbum            | —                        | —                        |
| 2021 | «Mi lugar bendito»                         | TBA                  | —                        | —                        |
| 2022 | «Me enamoré»                               | TBA                  | —                        | —                        |